# RubyGems
RubyGems是Ruby的一个包管理器，提供了分发Ruby程序和函式庫的标准格式“gem”，旨在方便地管理gem安装的工具，以及用于分发gem的服务器。这类似于Python的pip。RubyGems大约创建于2003年11月，从Ruby 1.9版起成为Ruby标准库的一部分。

## Gem
Gem是类似于Ebuilds的包。其包含包信息，以及用于安装的文件。 
Gem通常是依照“.gemspec”文件构建的，其为包含了有关Gem信息的YAML文件。然而，Ruby代码也可以直接建立Gem，这种情况下通常利用Rake来进行。

### gem命令
gem命令用于构建、上传、下载以及安装Gem包。

#### gem用法
RubyGems在功能上与apt-get、portage、yum和npm非常相似。
安装：
```
 gem install mygem
```

卸载：
```
 gem uninstall mygem
```

列出已安装的gem：
```
 gem list --local
```

列出可用的gem，例如：
```
 gem list --remote
```

为所有的gems创建RDoc文档：
```
 gem rdoc --all
```

下载一个gem，但不安装：
```
 gem fetch mygem
```

从可用的gem中搜索，例如：
```
 gem search 
STRING
 --remote
```

#### gem包的构建
gem命令也被用来构建和维护.gemspec和.gem文件。
利用.gemspec文件构建.gem：
```
 gem build mygem.gemspec
```

## 在中国大陆
在中国大陆，由于防火长城对Amazon S3的封锁，在使用官方源进行安装时可能会长时间无响应，并返回“Connection reset by peer”等错误。因此在中国大陆可能需要更换软件源才能正常使用Gem进行安装。